# Сънданс
 Тази статия е за курорта в Съединените щати.  За кинофестивала вижте Сънданс (кинофестивал).  
Сънданс (на английски: Sundance) е известен ски курторт, разположен в близост до Проувоу, Юта в САЩ. През 1968 година е закупен от актьора Робърт Редфорд. Тъй като съпругата на актьора е от Юта, пет години по-рано те си построяват къща в щата. Курортът е наименуван на изпълнената през 1969 година от Робърт Редфорд роля във филма Буч Касиди и Сънданс Кид.
Ски зоната е открита през 1944 година под името „Тимп Хевън“ и се обслужва от въжен скивлек. В продължение на двадесет години се управлява от семейството на Рей Стюарт. През 1960 година е изграден открит лифт.
През 1972 година в близост до курорта се снима филма с участието на Робърт Редфорд „Джеремая Джонсън“.
Филмовият фестивал „Сънданс“ се провежда на 48 км северно в Парк Сити и представлява фестивал на независимото кино, който придобива все по-голяма популярност във филмовата индустрия и медии. Той е най-големият фестивал на независимото кино в САЩ, а също и един от най-големите в света.
Курортът Сънданс не бива да се бърка с града Сънданс в щата Уайоминг, от където в действителност произлиза и името на Сънданс Кид.